# Санторини (вулкан)
Санторини вулкан је велика, претежно потопљена калдера, која се налази у јужном делу Егејског мора, 120 km северно од Крита у Грчкој. Изнад воде се налазе острва Санторини групе, која се састоји од највећег острва Санторини (или Тира), Тиразија и Аспронизи на периферији, и Неа Камени Палеа Камени у средини.

## Географија
Калдера је широка од 7 до 12 km у односу на 300 метара високим литицама на три стране.
У средишту калдере постоје два мала вулканска острва која нису насељена, Неа Камени и Палеа Камени.
Главно острво, Санторини је површине 75,8 km², Тиразија 9,3 km², и ненасељена острва: Неа Камени 3,4 km², Палеа Камени km² и Аспронизи 0,1 km².
Изузетна лепота Санторинијевих високих литица, окружених белим насељима, у комбинацији са сунчаном климом и савршеним условима посматрања, представљају магнет за вулканологе, као и врхунац туризма у Егеју.

## Геологија
Вулкански комплекс Санторини је најактивнији у вулканском луку јужног дела Егејског мора, који укључује Метану, Милос, Санторини и Нисирос. Представља субдукцију афричке тектонске плоче испод Егејске подплоче евроазијске тектонске плоче, која се помера 5 цм годишње у североисточном правцу. Подручје карактеришу га земљотрес на дубинама од 150–170 км.
Невулканске стене постоје на Санторинију и планини Профитис Илиас, Меса Воуно, Гаврилос гребену, Пиргосу, Монолитосу и са унутрашње стране калдерског зида између Капе Плаке и Атиниоса.

## Вулканологија
Калдера је сачињена од преклопљених вулканских калдера. Сматра се да их постоје четири од којих је најстарија јужна калдера формирана пре око 180.000 година пре наше ере. Следећа калдера Скарос је формирана пре око 70.000 година п. н. е, и калдера Капе Рива пре 21.000 година п. н. е. Тренутна калдера је формирана пре око 3600 година п. н. е. за време Минојске ерупције.
Пале Камени и Неа Камени су настали као резултат вишеструких, претежно подморских ерупција у центру калдера
Иако миран, Санторини је активан вулкан. Бројне мање и средње, углавном ефузивне ерупције су изградиле тамне лавине плоче на Неа и Палеа Камени унутар калдера.
Последња ерупција била је 1950. године, а сада постоје само фумаролске активности, пре свега унутар недавно активних кратера. GPS инструменти су регистровали обновљене деформације око калдера у 2011. и 2012.
Велика Минојска ерупција на Санторинију из 17. века п. н. е. била је инспирација за легенду о Атландтиди. Оцењена је са 7 према вулканском експлозивном индексу, што је највећа оцена у историји ерупција.